# سندیکا: مرگی در باند تبهکاران
سندیکا: مرگی در باند تبهکاران (انگلیسی: The Syndicate: A Death in the Family) یک فیلم جنایی به کارگردانی پیرو زوفی است که در سال ۱۹۷۰ منتشر شد.

## بازیگران
- باربارا بوشه
- کارملو بنه
- سوزانا مارتینکووا
- ایسا میراندا
- ادواردو چانلی
- دیوید گرو
- ویتوریو دوسه
- نلو پاتزافینی
- جوزپه آدوباتی